# 麻生知史
麻生 知史（あそう ともふみ、1987年6月28日 - ）は、神奈川県伊勢原市出身の元プロ野球選手（内野手）。右投右打。プロでは育成選手であった。

## 経歴
日大藤沢高時代、3年時の夏は神奈川県予選5回戦で敗退。甲子園出場経験は無し。
高校卒業後は、日本大学国際関係学部に進学。東海地区大学野球連盟に加盟する同校野球部では、三塁手として活躍。3年時の秋には、打率.474で首位打者、最優秀選手賞を獲得した。静岡学生野球リーグでベストナイン4回。
2009年10月29日、プロ野球ドラフト会議で東京ヤクルトスワローズから育成2位指名を受けた。大学のチームメイトである松井淳もドラフト5位指名を受け、再びチームメイトとなった。
プロ入り後は、一塁、二塁、三塁、外野を守れるユーティリティープレイヤーとして二軍での出場試合数を年々増加させ、打撃でも長打率3割台後半、出塁率3割台中盤を毎年記録したが、支配下登録とはならなかった。
2012年10月3日に戦力外通告を受け、現役を引退。
2013年からは、ヤクルトの二軍サブマネージャー兼用具担当となる。

## 詳細情報

### 年度別打撃成績
- 一軍公式戦出場なし

### 背番号
- 114 （2010年 - 2012年）